# Österreichische Ski-Meisterschaften 1912
Die 6. Österreichische Ski-Meisterschaft fand im Rahmen des sechsten Verbandswettlaufes des Österreichischen Skiverbandes vom 3. bis 4. Februar 1912 auf dem Bödele bei Dornbirn im Kronland Vorarlberg statt.
Zum Österreichischen Ski-Meister für 1912 krönte sich der Norweger Lauritz Bergendahl.

## Organisation
Die Wettkämpfe des ÖSV auf dem Bödele stellten die erste Meisterschaft eines österreichischen Sportverbandes in Vorarlberg und zugleich die letzte große Sportveranstaltung im Land vor dem Ersten Weltkrieg dar. Für die Organisation zeigte sich der 1905 gegründete Verein Vorarlberger Skiläufer, kurz VVS verantwortlich, der schon in den Jahren zuvor das jährlich durchgeführte „Bödele-Skirennen“ ausrichtete, die Gesamtleitung oblag dem heimischen Skipionier Viktor Sohm.

## Preise
Für den Ski-Meister des Jahres 1912, Bergendahl, gab es eine goldene Plakette und ein Diplom des Verbandes. Der Sieger im Dauerlauf erhielt zudem eine vom Verband für Fremdenverkehr in Vorarlberg und Liechtenstein gestiftete silberne Weinkanne. Henriksen bekam den Preis für den kühnsten Skisprung zugesprochen und erhielt einen silbernen Pokal, der vom Verband der Gasthofbesitzer am Bodensee und Rhein gestiftet wurde.

## Teilnehmer
Mit der Teilnahme des damals im nordischen Skisports führenden Lauritz Bergendahl und dessen norwegischen Landsleuten Johann Henriksen und Per Simonsen sowie einigen der damaligen deutschen und schweizerischen Skigrößen übertraf die Meisterschaft von 1912 in sportlicher Hinsicht all ihre vorangegangenen Ausgaben. Von den Österreichern vermochte einzig Sepp Bildstein (V.S.S. Graz) mit einem 8. Rang im Springen und dem siebten Endrang im Zusammengesetzten Lauf einigermaßen mit der übermächtigen Konkurrenz mitzuhalten.
Neben Bildstein nannten vom Verband Steirischer Skiläufer noch Josef Obereder, Ludwig Grettler und Oberleutnant Elsner. Grettler schied nach einem Sturz aus, Elsner und Obereder traten von der Konkurrenz zurück.
Der Vorjahressieger Karl Böhm-Hennes ließ die Möglichkeit zur Titelverteidigung aus. Er nahm an den zeitnahen Wettkämpfen des Thüringer Wintersportverbandes in Oberhof teil und konnte das dortige Rennsteigrennen für sich entscheiden.

## Wettbewerbe

### Dauerlauf Senioren
| Platz | Land | Sportler           | Verein               | Zeit    | Note |
| ----- | ---- | ------------------ | -------------------- | ------- | ---- |
| 1     | NOR  | Lauritz Bergendahl | Christiania          | 1:05,58 | ?    |
| 2     | NOR  | Per Simonsen       | SC Alpina St. Moritz | 1:07,10 | ?    |
| 3     | NOR  | Johann Henriksen   | Christiania          | 1:12,14 | ?    |
| 4     | GER  | Karl Gruber        | Davos                | 1:15,00 | ?    |
| 5     | NOR  | Thorleif Knudsen   |                      | 1:15,12 | ?    |
| 6     | SUI  | Kapaul             | SC Alpina St. Moritz | ?       | ?    |
| 7     | SUI  | Ernst Bächtold     | Skiclub Davos        | ?       | ?    |
| 8     | GER  | Siegfried König    | München              | ?       | ?    |
| 9     | SUI  | Walty              | Davos                | ?       | ?    |
| ---   |      |                    |                      |         |      |
| 11    | AUT  | Sepp Bildstein     | V.S.S. Graz          | ?       | ?    |

Datum: 3. Februar 1912
 Die Strecke führte bei hervorragenden Schnee- und Wetterbedingungen über teilweise aufsteigendes Terrain über eine Länge von 16 km vom Bödele (Alpe Untersehren – Weißenfluh – Gschwendtsattel – Hochälpelekopf) nach Schwarzenberg.
17 Teilnehmer

Dem Norweger Peter Østbye, der kurz zuvor die diesjährigen deutschen Meisterschaften für sich entscheiden konnte, war es aufgrund einer Fußverletzung nicht möglich an den Start zu gehen.

### Dauerlauf Junioren
| Platz | Land | Sportler        | Verein                | Zeit | Note |
| ----- | ---- | --------------- | --------------------- | ---- | ---- |
| 1     | GER  | Otto Wuppermann | A.S.C. München        | ?    | ?    |
| 2     | GER  | Ludwig Römer    | Ski-Riege Münchner TB | ?    | ?    |
| 3     | SUI  | Anton Maurer    | Davos                 | ?    | ?    |

Datum: 3. Februar 1912
 Streckenlänge: 8 km

### Sprunglauf Senioren 1. Klasse
| Platz | Land | Sportler           | Verein               | Weite            | Note  |
| ----- | ---- | ------------------ | -------------------- | ---------------- | ----- |
| 1     | NOR  | Lauritz Bergendahl | Christiania          | 32,0 m / 3 gest. | 1,475 |
| 2     | NOR  | Thorleif Knudsen   | Freiberg             | 29,5 m / 2 gest. | 2,008 |
| 3     | NOR  | Johann Henriksen   | Christiania          | 30,0 m / 1 gest. | 2,433 |
| 4     | SUI  | Adolf Attenhofer   | Davos                | ?                | ?     |
| 5     | NOR  | Per Simonsen       | SC Alpina St. Moritz | ?                | ?     |
| 6     | GER  | von Redwitz        | München              | ?                | ?     |
| 7     | SUI  | Ernst Bächtold     | Skiclub Davos        | ?                | ?     |
| 8     | AUT  | Josef Bildstein    | V.S.S. Graz          | ?                | ?     |

Datum: 4. Februar 1912
 Gesprungen wurde auf der 1904 errichteten und für die Meisterschaft modernisierten und umgebauten Lanckschanze

31 Teilnehmer

Der Sprungsieger Lauritz Bergendahl sprang mit 32 Metern auch Tageshöchstweite. Johann Henriksen erhielt den Ehrenpreis für den „kühnsten Sprung“.

### Sprunglauf Senioren 2. Klasse
| Platz | Land | Sportler      | Verein                | Weite  | Note  |
| ----- | ---- | ------------- | --------------------- | ------ | ----- |
| 1     | GER  | Johann Schult | Skiclub Schliersee    | 22,5 m | 2,316 |
| 2     | GER  | Ludwig Römer  | Ski-Riege Münchner TB | 13,5 m | 3,380 |
| 3     | SUI  | Robert Ruesch | Skiclub St. Gallen    | 22,0 m | 3,350 |

Datum: 4. Februar 1912
 Lanckschanze
10 Teilnehmer

### Sprunglauf Junioren
| Platz | Land | Sportler      | Verein             | Weite  | Note  |
| ----- | ---- | ------------- | ------------------ | ------ | ----- |
| 1     | AUT  | Emil Mathis   | Bregenz            | 19,0 m | 1,775 |
| 2     | AUT  | Franz Schuler | Skiclub Arlberg    | 19,0 m | 3,383 |
| 3     | GER  | Hermann Lukas | Ski-Klub Sauerland | 19,5 m | 3,591 |

Datum: 4. Februar 1912
 20 Teilnehmer

Lanckschanze

### Zusammengesetzter Lauf
| Platz | Land | Sportler           | Verein        | Note   |
| ----- | ---- | ------------------ | ------------- | ------ |
| 1     | NOR  | Lauritz Bergendahl | Christiania   | 1,2375 |
| 2     | NOR  | Johann Henriksen   | Christiania   | 2,0493 |
| 3     | NOR  | Per Simonsen       | St. Moritz    | 2,0686 |
| 4     | NOR  | Thorleif Knudsen   |               | 3,1660 |
| 5     | SUI  | Ernst Bächtold     | Skiclub Davos | 3,4175 |
| ---   |      |                    |               |        |
| 7     | AUT  | Sepp Bildstein     | V.S.S. Graz   | ?      |

Datum: 3. und 4. Februar 1912
 Insgesamt 47 Nennungen